# Edwin S. Porter

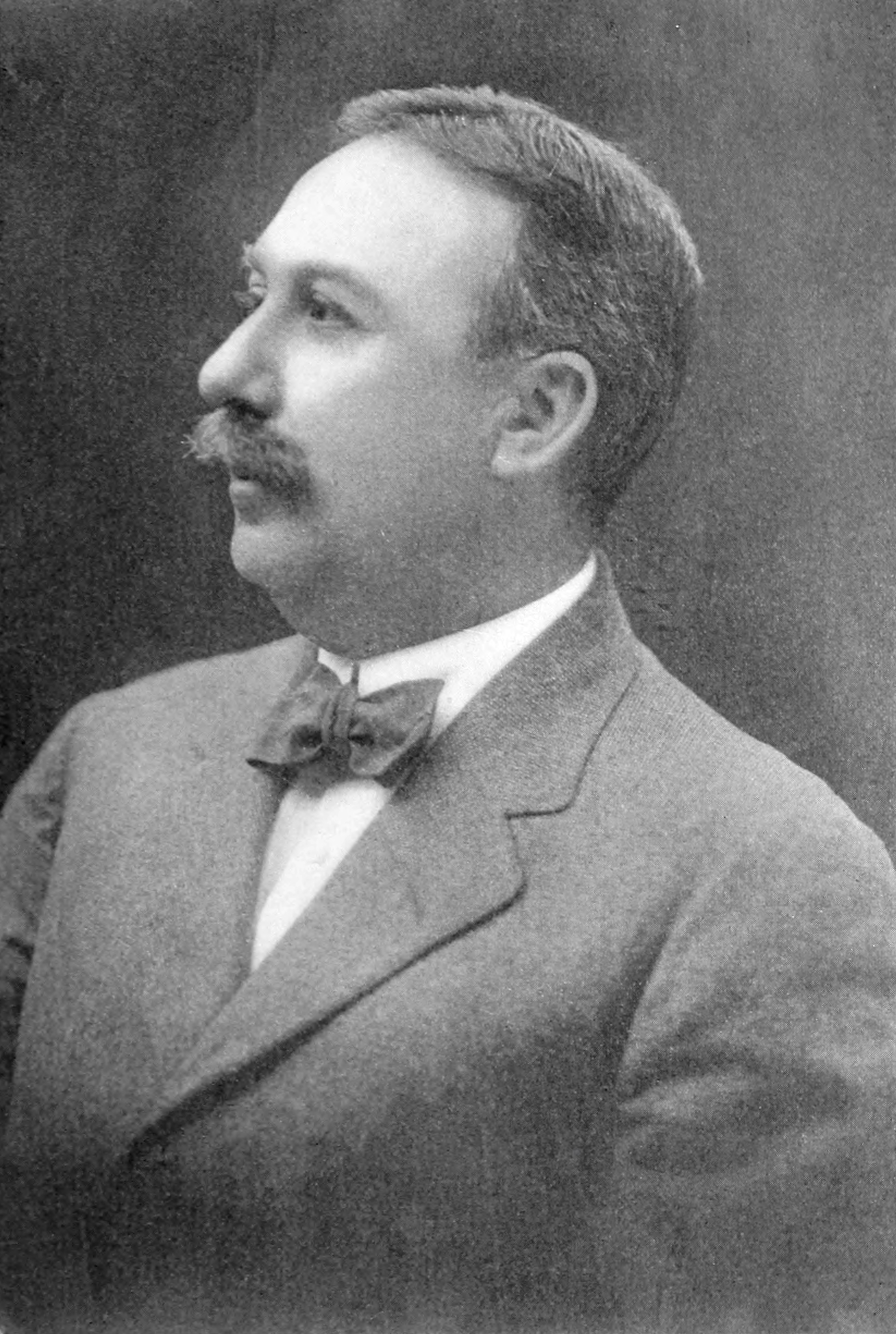
Edwin S. Porter, 1901

Edwin Stanton Porter (* 21. April 1870 in Connellsville, Pennsylvania; † 30. April 1941 in New York City) war ein US-amerikanischer Filmpionier.

## Leben
Porter gilt als „Vater des Erzählfilms“. Im Jahr 1900 drehte er zusammen mit dem Schauspieler Charles Manley den Film Uncle Josh in a Spooky Hotel. Dem ersten Film sollten zwei Fortsetzungen folgen, diese Filmreihe rund um die Abenteuer von Uncle Josh gehört damit zu den ersten Filmreihen der Filmgeschichte. Mit Der große Eisenbahnraub schuf er 1903 den ersten realistischen Erzählfilm der Filmgeschichte mit für damalige Verhältnisse atemberaubenden 12 min. Länge.
Da er auch Szenen von verschiedenen Orten und Zeitpunkten zusammenfügte, gilt er als einer der ersten Anwender der Filmmontage.
1907 gab Porter dem zukünftigen Regisseur D. W. Griffith, der sich damals noch mit mäßigem Erfolg als Theaterautor und -schauspieler versuchte, seine erste Filmrolle und sorgte damit dafür, dass Griffith sich anschließend gänzlich dem Medium Film zuwandte.

## Filmografie (Auswahl)
| - 1898: The Cavalier's Dream - 1899: Strange Adventure of New York Drummer - 1900: Faust and Marguerite - 1900: The Mystic Swing - 1900: Uncle Josh in a Spooky Hotel - 1900: Uncle Josh’s Nightmare - 1901: The Martyred Presidents - 1901: Terrible Teddy, the Grizzly King - 1901: What Happened on Twenty-third Street, New York City - 1902: Uncle Josh at the Moving Picture Show - 1902: Life of an American Fireman - 1903: Uncle Tom’s Cabin - 1903: Der große Eisenbahnraub - 1904: Battle of Chemulpo Bay | - 1904: Maniac Chase - 1904: European Rest Cure - 1905: Life of an American Policeman - 1905: The Night Before Christmas - 1906: Waiting at the Church - 1907: Laughing Gas - 1908: An Unexpected Santa Claus - 1909: Faust - 1911: The Rose and the Dagger - 1911: Sherlock Holmes, Jr. - 1913: Der Gefangene von Zenda (The Prisoner of Zenda) - 1913: The Count of Monte Cristo - 1915: The Prince and the Pauper - 1915: Lydia Gilmore |